# Grossheide
Grossheide (plattyska: Grootheid) är en kommuni det tyska distriktet Aurich i det historiska landskapet Ostfriesland, Niedersachsen. Kommunen har cirka 9 000 invånare.

## Geografi
Grossheide (den stora heden) ligger nära Nordsjökusten. En stor del av kommunen ligger inom landskapstypen geest nära områden bestående av marskland. Grossheide bestod tidigare av stora myrområden som numera har torrlagts genom ett stort antal kanaler och avvattningsdiken.

## Historia
En av de äldsta orterna inom kommunen är Arle som omnämns redan på 1100-talet, då som en församling tillhörande biskopsdömet Bremen. Arle är bland annat känd för sin stora Bonifatiuskyrka. I Coldinne fanns ett kloster som byggdes år 1290.
Grossheide omnämns första gången år 1552 som Grote Heyde.
Delar av kommunen bestod tidigare av så kallade fehn-kolonier, bland annat Oster- och Westermoordorf samt Berumerfehn. I dessa områden bröts torv. Efter det att myrområdena hade torrlagts omvandlades de till jordbruksmark.

## Orter i Grossheide kommun
- Arle
- Berumerfehn
- Grossheide (kommunens huvudort)
- Menstede-Coldinne
- Westerende
- Westermoordorf
- Berumbur
- Ostermoordorf
- Südcoldinne
- Südarle